# Catedral de Pitsunda
La Catedral de Pitsunda o la Catedral de San Andrés Apóstol (en georgiano: ბიჭვინთის ტაძარი) es un edificio religioso de la iglesia Ortodoxa de Georgia en Pitsunda, en el distrito de Gagra de la República independiente de facto de Abjasia, reconocida por otros estados como parte de Georgia. La catedral es utilizado actualmente por la Iglesia Ortodoxa de Abjasia y sirve como sede de ese cuerpo, aunque este uso es disputado por la República de Georgia y es considerado irregular por la comunión ortodoxa oriental.
La Catedral de Pitsunda fue construida a finales del siglo X por el rey Bagrat III de Georgia. Sirvió como la sede de la iglesia ortodoxa y apostólica georgiana de Abjasia hasta finales del siglo XVI, cuando Abjasia estuvo bajo la hegemonía otomana. La catedral fue consagrada de nuevo en 1869, cuando Abjasia ya una parte del Imperio Ruso.
Es una catedral en cruz con una cúpula con tres naves y tres ábsides, con forma de un rectángulo con la extensión de ábsides semicirculares. La catedral se destaca por su impresionante tamaño, alcanzando 29 m de altura (incluyendo la cúpula), 37 m de largo y 25 m de ancho; las paredes son de hasta 1,5 m de espesor. El edificio se apoya en losas gruesas de piedra arenisca de color gris; las paredes se componen de filas alternas de piedra y de ladrillo, una técnica típica para la arquitectura bizantina tardía. La catedral contiene vestigios de pintura mural de los siglos XIII y XVI.